# Aproksymant
Aproksymant – rodzaj głoski, przy produkcji której artykulatory zbliżają się do siebie, jednak nie wystarczająco blisko, aby powstał szum. Zatem aproksymanty można umieścić między spółgłoskami szczelinowymi, dla których charakterystyczną cechą jest tarcie, a samogłoskami, gdzie powietrze przepływa przez aparat mowy swobodnie. Do klasy aproksymantów zalicza się spółgłoski płynne (w tym spółgłoski boczne /l/ oraz spółgłoski drżące /r/), jak również półsamogłoski /j/ i /w/.